# Euryoryzomys nitidus
Euryoryzomys nitidus är en däggdjursart som först beskrevs av Thomas 1884.  Euryoryzomys nitidus ingår i släktet Euryoryzomys och familjen hamsterartade gnagare. Inga underarter finns listade i Catalogue of Life.
Arten listades tidigare i släktet risråttor.
Denna gnagare förekommer i Anderna och i angränsande områden i Peru, Bolivia och Brasilien. Utbredningsområdet ligger 50 till 2000 meter över havet. Arten vistas främst i regnskogar och i andra fuktiga skogar. Den kan i viss mån anpassa sig till skogsbruk men den undviker öppna landskap. Individerna går främst på marken och lever utanför parningstiden ensam.